# بلاکهاوک (داکوتای جنوبی)
بلاکهاوک(به انگلیسی: Blackhawk) شهری در ایالت داکوتای جنوبی کشور ایالات متحده آمریکا است که جمعیت آن در سرشماری سال ۲۰۱۰ میلادی، ۲٬۸۹۲ نفر بوده‌است.